# Reptilicus
Reptilicus – duńsko-amerykański monster movie z 1961 roku w reżyserii Poula Banga. Powstały równolegle dwie wersje językowe filmu . 

## Fabuła
Inżynier górniczy Svend Viltortf podczas odwiertów naftowych w Lappmarken znajduje zamarznięty ogon prehistorycznej jaszczurki. Znalezisko jest zabrane do Kopenhagi przez dwóch paleontologów – Otto Manrtensa i Petera Dalby’ego i przechowywane w Narodowym Akwarium Danii. Wskutek niedopatrzenia Dalby’ego chłodnia, w której ogon jest trzymany, przypadkowo się otwiera i ogon wysycha. Jednak ku zdumieniu wszystkich, tkanki regenerują się. Do Danii przyjeżdżają przysłani przez ONZ – duńska przedstawicielka UNESCO Connie Møller i generał US Army Mark Grayson. Na konferencji prasowej odradzająca się jaszczurka zostaje nazwana imieniem Reptilicus.
Reptilicus jest trzymany w specjalnym akwarium, zaś rząd duński przydziela Graysona do sił ochronnych. Tymczasem Svend znajdujący się w Kopenhadze jako świadek nawiązuje bliższą znajomość z Karen, jedną z córek Martensa. Grayson niespecjalny zadowolony z powierzonej funkcji zostaje oprowadzany przez Connie i oficera łącznikowego kpt-a Branta z armii duńskiej po Ogrodach Tivoli. Burzliwą nocą Reptilicus w pełni się regeneruje i zabija Dalby’ego. Bestia uwalnia się i szerzy strach i przerażenie w Danii. Siły lądowe zostają rozmieszczone pod dowództwem Graysona, by skonfrontować się z potworem. Ostrzał artyleryjski nic nie daje z powodu twardych łusek Reptilicusa. Skutek przynosi dopiero użycie miotacza płomieni i poparzony Reptilicus ucieka do morza.
Connie wątpi w pokonanie Reptilicusa z powodu jego zdolności regeneracyjnych. Po jakimś czasie duńska marynarka lokalizuje Reptilicusa w głębinach cieśniny Sund i przeprowadza na niego podwodny atak bombowy, w wyniku którego potwór traci nogę. Atak zostaje przerwany po tym jak Connie uświadamia Graysona, że odstrzelone kawałki Reptilicusa nigdy nie zostaną odnalezione pod wodą i mogą się zregenerować. Będący na plaży świadkiem ataku Martens ma zawał i pilnie jest hospitalizowany. Dwa tygodnie później Reptilicus pojawia się na nad Szlezwik-Holsztynem, a następnie Szwecją ujawniając zdolność lotu. Wojsko przygotowuje się na kontratak. Svend słysząc o kolejnych doniesieniach ma poczucie winy z powodu odkrycia szczątków Reptilicusa.
Reptilicus wyłania się z morza nad kopenhaską plażą i maszeruje przez Christianshavn prosto do centrum miasta. Atak wojskowy na bestię nie daje skutku, ale Grayson jest zdeterminowany zabić Reptilicusa. Przybyły ze szpitala Martens krytykuje metody Graysona i zwraca uwagę, że rozwalone od bomb kawałki Reptilicusa mogą zmienić w kolejne samodzielne potwory. Pojawia się pomysł, by wstrzyknąć do krwiobiegu potwora truciznę powodującą paraliż. Connie i druga z córek Martensa – Lise w pośpiechu opracowują odpowiednią ilość trucizny. Na Rådhuspladsen Grayson osobiście wystrzeliwuje z bazooki truciznę prosto w pysk Reptilicusa i tym samym potwór umiera. Wszyscy są szczęśliwi, jednak w morskich głębinach znajduje się odrąbana noga Reptilicusa gotowa do regeneracji.

## Obsada
- Asbjørn Andersen – prof. Otto Martens
- Ann Smyrner – Lise Martens
- Mimi Heinrich – Karen Martens
- Carl Ottosen – gen. brygady Mark Grayson
- Bent Mejding – Svend Viltorft
- Bodi Miller – Connie Møller (wersja duńska)
- Marla Behrens – Connie Miller (wersja amerykańska)
- Povl Wöldike – dr Peter Dalby
- Ole Wisborg – kapitan Brandt
- Mogens Brandt – dyrektor policji Hassing
- Dirch Passer – dozorca Dirk Mikkelsen[c]
- Kjeld Petersen – szef policji Olsen
- Birthe Wilke – piosenkarka w Tivoli

Źródło: 